# Umberto D.
Umberto D. és una pel·lícula italiana del 1952 dirigida per Vittorio de Sica. Conta la història de Don Umberto Domenico Ferrari, un funcionari jubilat sense família que a penes pot sobreviure amb una pensió miserable. Segons Robert Osborne de la televisió Turner Classic Movies, de tota la seva filmografia aquesta era la pel·lícula favorita de De Sica. Aquesta pel·lícula es va incloure en la llista "All-Time 100 Movies” de la revista Time l'any 2005.

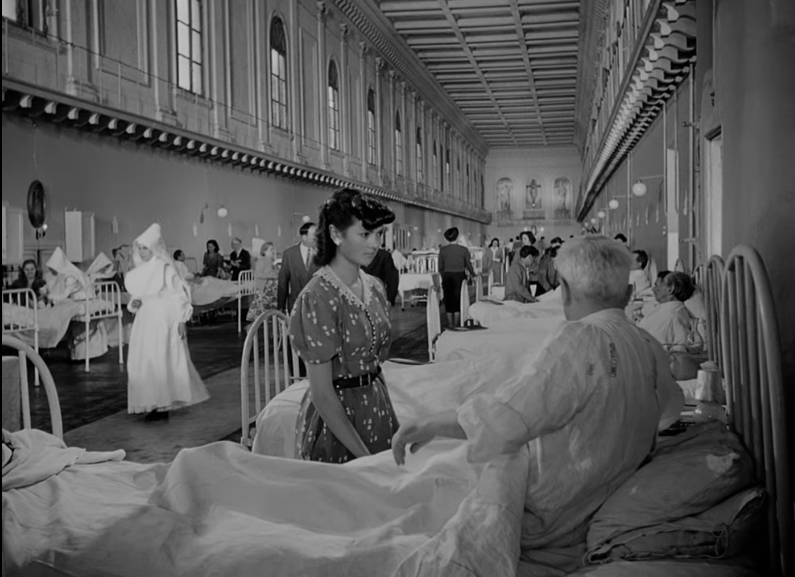
Escena a l'hospital

## Argument
Umberto D., un empleat del govern retirat, és un dels participants en una manifestació de jubilats que exigeixen un augment de les seves miserables pensions. Quan el grup és dispersat per la policia, Umberto torna a la casa d'hostes on resideix, per a descobrir que la propietària ha llogat per una hora la seva habitació a una parella, i que amenaça a més amb desnonar-lo al final del mes si no és capaç de pagar les quinze mil lires de lloguer endarrerit que li deu. A pesar que l'ancià aconsegueix un terç de la quantitat venent un rellotge i diversos llibres, la mestressa no accepta el pagament si no és el deute complet.

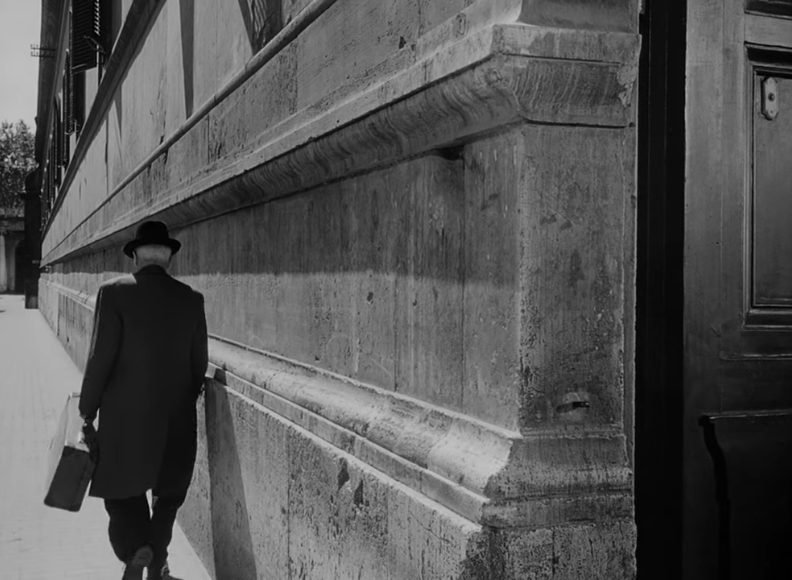
Escena a la sortida de l'hospital

Davant aquests problemes, Umberto compta amb dos únics suports, el del seu gos Flike i el de la simpàtica i jove criada de la pensió, que acaba confiant-li que està embarassada, però que dubta sobre quin de dos soldats (un de Nàpols i un altre de Florència) és el pare.
Una nit, sentint-se malalt, l'ancià crida a l'hospital, per la qual cosa és ingressat i diagnosticat d'angines. Quan és donat d'alta als pocs dies i torna al seu apartament, descobreix que aquest està en obres. La mestressa es casarà, i l'antiga habitació de l'ancià passarà a formar part de la nova sala d'estar. Després d'això, Umberto descobreix que el seu gos, el qual havia deixat a cura de la serventa, va fugir per una porta que algú va deixar oberta. Finalment, alleujat, aconsegueix trobar-lo en la gossera municipal.
Veient-se obligat a marxar-se de l'habitació i davant la negativa d'un amic a fer-li un préstec, l'home contempla la idea del suïcidi, perquè és massa orgullós per a demanar caritat als carrers. Abans de marxar-se, dona un últim consell a la jove criada, que es desfaci del nuvi de Florència.
Amb la intenció de llevar-se la vida, Umberto busca un lloc on deixar al seu Flike (des d'una parella que guarda gossos fins a una nena petita), però no troba a ningú que accepti quedar-se’l, i, en intentar abandonar-lo, l'animal aconsegueix tornar a trobar-lo. Desesperat, l'ancià agafa al gos en braços i se situa en la via del tren quan estigui està a punt d'arribar, però Flike, espantat, salta i fuig. Umberto, abandonant la idea del suïcidi, segueix a l'animal, aconsegueix que aquest deix de témer-li i comença a jugar amb ell mentre tots dos s'allunyen pel parc.

## Repartiment
- Carlo Battisti - Umberto Domenico Ferrari
- Maria-Pia Casilio - Maria, la donzella
- Lina Gennari - Antonio Belloni, la mestressa
- Ileana Simova – Dona a l’habitació d’Umberto
- Elena Rea – Infermera a l’hospital
- Memmo Carotenuto – pacient a l’hospital
- Alberto Albari Barbieri - amic d’Antonia
- Napoleone - Flike [no acreditat]

Carlo Battisti qui interpreta Umberto D. va ser professor de gramàtica comparada en la Universitat de Florència. Aquesta és la seva única pel·lícula.
María Pía Casilio és una altra actriu no professional que, a diferència de Carlo Battisti, romandrà al cinema com un personatge. De Sica accepta perquè creu que el seu rostre serà important per a la seva història i li donarà una presència interessant a la pel·lícula.

## Umberto D: límit extrem del neorealisme
Si per alguna cosa es caracteritza Umberto D és perquè, per a molts estudiosos i cineastes, ha aconseguit la cúspide del neorealisme, per damunt fins i tot del film del mateix autor El lladre de bicicletes. Aquest fet es deu a l'acurat tractament que tenen el director, Vittorio de Sica, i el seu guionista, Cesare Zavattini, en relació amb el realistes que eren amb el temps. Per això, es considera Umberto D un cinema de la "durada", és a dir, un cinema que se centra en donar-li importància a l'estructura temporal del succés, de detallar una situació corrent de manera que la durada de l'escena sigui igual de natural de com seria en la vida real. Es parla llavors d'un guió que se centra en argumentar el no-res, de crear un "argument invisible", perquè ha estat reemplaçat l'argument de la història per l'argument del personatge.
Es tracta de fer espectacular i dramàtic el temps mateix de la vida, la durada natural d'un ser al qual no li passa res de particular. Es pot veure reflectit en l'escena en què el protagonista, Umberto, es ficarà al llit i en entrar a la seva habitació pensa que té febre. En aquesta escena es veu clarament com la pel·lícula s'identifica absolutament amb el personatge, creant així una espècie d'informe cinematogràfic d'una demostració desconcertant i irrefutable sobre la condició humana. Per tant, estan implantats dos trets molt poc comuns en relació amb tot el conegut anteriorment al cinema: l'estructuració de successos dins d'un succés i l'eliminació de l'el·lipsi. De Sica i Zavattini divideixen cada succés en successos més petits i aquests, al seu torn, en uns altres més petits encara, sense recórrer a l'el·lipsi per a evitar que s'allargui l'escena.
És aquesta superior ambició el que fa Umberto D ser un film molt més realista que altres obres del neorealisme italià i malgrat ser menys perfecte que aquests, és totalment fidel a l'estètica del neorealisme, consagrant-se com un cinema revolucionari que abandona tota caracterització del cinema tradicional.
| «                               | «Fins al dia en què he vist Umberto D, considerava Lladre de bicicletes el límit extrem del neorealisme quant a la concepció del relat. Avui em sembla que Lladre de bicicletes està encara lluny de l'ideal argument zavattinià» | » |
| — André Bazin, El neorrealismo. | |   |

## Context d'Itàlia
El 1952, la realitat era desoladora, la Itàlia Feixista de Benito Mussolini, al costat de la resta dels seus aliats havien perit en la guerra i calia lliurar les seves armes en caure derrotats. La precarietat econòmica i les paupèrrimes condicions socials estaven a l'ordre del dia en aquesta època a Itàlia. El relleu polític el va obtenir la nova República Italiana que es va fundar el 2 de juny de 1946 que, gràcies a un referèndum dirigit al poble, es va aconseguir enderrocar l'antiga monarquia. A partir d'aquí, el nou règim polític havia d'encaminar les seves actuacions cap a la recuperació en tots els àmbits, havent de bregar amb la reconstrucció d'infraestructures, al despullament de totes les seves possessions colonials, amb excepció de Somàlia i a recompensar tant econòmica com tècnicament als països que va danyar com Grècia o l'URSS. Més endavant, a partir dels anys 60, Itàlia va veure com es produïa un miracle en la seva economia, afavorida en gran part pel seu acolliment al Pla Marshall que oferia els EUA i que es va materialitzar en la suma de $ 1204 milions. A això cal afegir la seva posició estratègica peninsular, que li oferia situació geogràfica privilegiada amb la resta de potències Europees confrontants.

## Característiques tècniques de Vittorio De Sica
Utilització d'actors del carrer, és a dir, persones del carrer que tenen problemes reals i que fàcilment podrien encaixar amb el perfil del personatge. D'aquesta manera, l'actor pràcticament no havia d'actuar, ja que bastava que es deixés portar i d'aquesta manera es construeix un personatge totalment genuí i autèntic. La capacitat d'empatia amb la qual De Sica pretén interactuar amb el seu públic. Les entendridores mirades dels seus personatges ens remeten directament a la situació en la qual es troben, veiem i sentim el sofriment que Umberto ha hagut de patir sense ni tan sols haver pertangut a l'època que ell va viure. El clímax es produeix quan el protagonista, demacrat tant física com psicològicament decideix acabar amb aquelles dues coses que més aprecia, amb la seva vida i amb la del seu gos. El fonamental en aquesta història no era crear un drama, sinó plasmar la vida tal qual és i a partir d'aquí generar controvèrsia o simplement conscienciar a la gent de la realitat que viuen els seus veïns.

## Comentari
La pel·lícula és una de les vàries i molt fructíferes col·laboracions entre Vittorio de Sica i el guionista Cesare Zavattini. Tots dos van col·laborar també en pel·lícules com Sciuscià (1946), El lladre de bicicletes (1948) o Miracle a Milà (1951).
En Umberto D. De Sica planteja la deshumanització de la societat del moment, la impotència d'un homenet ancià davant una societat en la qual ja destorba, i la desesperació en la qual va caient, i que fa que la tristesa que produeix ens vagi envaint fins a submergir-nos en el neguit del protagonista.
De Sica reflecteix la quotidianitat del seu personatge d'una forma realista i directa i crea un protagonista entranyable i pròxim amb el qual l'espectador pot empatitzar molt fàcilment. Umberto D, és també considerada una obra carregada de poesia, humana i emotiva, que realitza una profunda anàlisi de la societat del context històric que retrata mitjançant una successió de temps morts.
A més, el director es va inspirar en la vida del seu pare per a escriure el guió. També va ser un jubilat que va haver d'enfrontar-se als problemes econòmics derivats de la seva minúscula pensió. De Sica li va dedicar la pel·lícula.
Encara que la pel·lícula portava el segell de qualitat innegable d'un director com Vittorio De Sica, va ser un fracàs de taquilla, potser pel fet que el públic volia sortir ja de l'obscurantisme al qual s'havia vist sotmès durant la guerra i els seus anys posteriors, i demandava temes menys durs en la pantalla. De Sica va tornar a dirigir comèdies més desenfadades, en les quals també era un mestre, i drames amb menys contingut social

## Premis
Premis New York Film Critics Circle
| Categoria                               | Resultat   |
| --------------------------------------- | ---------- |
| Millor pel·lícula en llengua estrangera | Guanyadora |

- 1955: Premi Bodil (Dinamarca) al millor Film Europeu.

- 1957: Premi Jussi (Finlàndia) a la millor pel·lícula de llengua estrangera.
- 1957: Nominada al Oscar al millor guió original: Cesare Zavattini.[4]
- 1955: la pel·lícula va ser inclosa en la llista: “100 pel·lícules que han canviat la memòria col·lectiva del país entre 1942 i 1978”.